# 나폴리언 힐

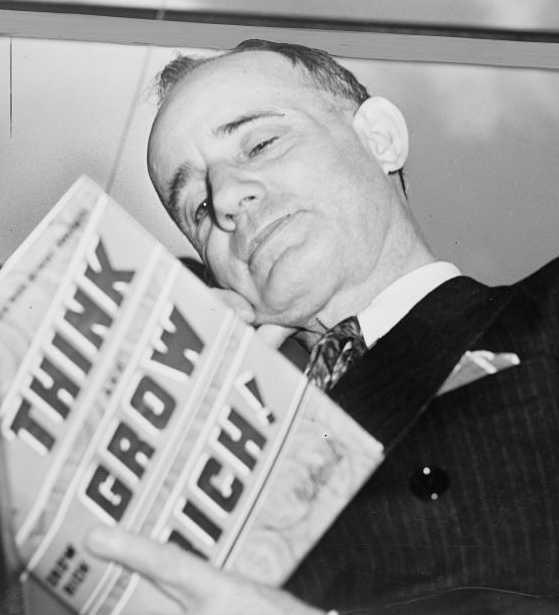
나폴레온 힐 (1937)

나폴레온 힐(Napoleon Hill, 1883년 10월 26일 ~ 1970년 11월 8일)은 미국의 세계적인 성공학 연구자이다.
유년시절에 새어머니로부터 "너는 틀림없이 역사에 이름을 남길 위대한 작가가 될 것이다"라는 예언적인 말을 들으면서, 지역의 여러 신문과 잡지에 글을 기고하면서, 작가의 꿈을 꾸게 되었다. 변호사가 되기 위해서 대학에 들어갔으나, 학비와 생계를 위해서 어느 잡지사의 기자로 취직하게 되어, 마침내 당대 세계 최고의 부자인 앤드루 카네기를 만나게 된다. 앤드루 카네기의 유지를 받들어 1908년부터 1928년까지 20년에 걸쳐서, 앤드루 카네기가 건네준 명단 507명을 직접 인터뷰와 조사를 하면서 성공의 원리를 정리하였다. 이렇게 하여, 성공학 역사의 위대한 걸작인 Law of Success (1928)를 완성하였고, 이후 일반인들을 위한 다이제스트 판으로 정리한 Think and Grow Rich (1937)은 성공학의 명작으로 지금까지 2천만부 이상이 팔렸다고 한다.
말년에 자수성가한 억만장자인 W 클레멘스 스톤 회장 (W. Clement Stone 1902-2002)을 만나면서, 오늘날의 PMA 프로그램을 완성하게 된다. 이것은 현재 나폴레온 힐 재단에서 많은 사람들의 인생을 성공으로 이끄는 프로그램으로 보급되고 있다.

## 같이 보기
- 데일 카네기